# Pseudohermonassa tenuicula
Pseudohermonassa tenuicula är en fjärilsart som beskrevs av Morrison 1874. Pseudohermonassa tenuicula ingår i släktet Pseudohermonassa och familjen nattflyn. Inga underarter finns listade.